# UNESCO-Projektschule Cottbus
Die UNESCO-Projektschule Cottbus (offizieller Name UNESCO-Projektschule Cottbus 21. Grundschule) ist eine Grundschule im Cottbuser Stadtteil Neu-Schmellwitz.

## Geschichte
Die Schule wurde nach einer halbjährigen Bauzeit am 28. Februar 1994 als „21. Grundschule“ eröffnet. In zunächst 24 Klassenräumen kamen 19 Klassen mit circa 400 Schülern unter. Seit ihrer Gründung ist sie eine Integrationsschule, es erfolgt ein gemeinsamer Unterricht mit lern- und sprachbehinderten Schülern. Seit 2002 kooperiert sie mit der Förderschule „Heinrich-Pestalozzi“ für geistig behinderte Kinder. Eine Ernennung zur anerkannten UNESCO-Projektschule erfolgte am 17. Juni 2010.

## Besonderheiten
Die Schule ist Mitglied im Netzwerk „Schule für gemeinsames Lernen“ und unterrichtet Fremdsprachen inklusive Sorbisch ab der 1. Klasse.